# 杨安娣
杨安娣（1972年12月—），女，重庆人，生于吉林松原，中国政治人物，中国民主同盟盟员。现任吉林省人民政府副省长、党组成员，民盟吉林省委主委。

## 生平

### 教育经历
北京外国语学院英语专业本科毕业。吉林大学法学院法律专业硕士在职研究生。东北师范大学区域经济地理博士（2002年）。博士论文《区域势能与国际直接投资研究》，导师为陈才教授。

### 工作经历
1994年7月参加工作。早年曾任吉林省对外贸易进出口总公司业务员、省外经贸厅贸易发展处副主任科员，投资促进处副主任科员、主任科员，省商务厅投资促进处副处长等职。
2004年10月至2008年2月，长春市商务局副局长（正处级）；2008年2月至2008年8月，吉林省工商行政管理局副局长（副厅级）；2008年8月至2009年1月，吉林省商务厅副厅长；2009年1月至2011年7月，吉林省经济技术合作局（吉林省人民政府图们江地区开发办公室）副局长（副主任）；2011年7月至2012年3月，吉林省经济技术合作局局长（正厅级）；2012年3月至2012年6月，吉林省经济技术合作局局长。2012年6月至2012年11月，吉林省经济技术合作局局长；2012年11月至2015年12月，吉林省人民政府副秘书长（正厅长级）；2015年12月至2018年10月，吉林省旅游局局长（2016年11月改编为吉林省旅游发展委员会，担任主任）。2018年10月至2023年2月，任吉林省文化和旅游厅厅长。
2011年12月加入民盟。2012年6月当选民盟吉林省委主委。2012年12月至今担任民盟中央常委。2023年1月，当选为吉林省人民政府副省长。